# Verordnung (EU) Nr. 813/2013
Die Verordnung (EU) Nr. 813/2013 ist eine Durchführungsmaßnahme unter der Ökodesign-Richtlinie. Sie legt Anforderungen an die umweltgerechte Gestaltung von Raumheizgeräten und Kombiheizgeräten fest. Die Verordnung enthält Anforderungen an die Energieeffizienz und die Stickstoffoxid-Emissionen der betroffenen Geräte, außerdem Informationsanforderungen.

## Anwendungsbereich
Die Verordnung gilt für Heizkessel, Kombikessel, die auch Warmwasser erzeugen sowie für Wärmepumpen mit einer Nennwärmeleistung bis 400 [Kilowatt] (kW), außerdem für Mini-Blockheizkraftwerke (BHKW) mit einer elektrischen Leistung bis 50 kW. Es sind ausschließlich Geräte betroffen, die ein wasserbetriebenes Zentralheizungssystem mit Wärme versorgen. Ausgenommen sind
- Heizkessel für feste Brennstoffe,
- Heizkessel, die für den Einsatz von flüssigen oder gasförmigen Biobrennstoffen ausgelegt sind,
- Geräte, die ausschließlich der Trink- oder Brauchwassererwärmung dienen.

Wie bei allen Durchführungsmaßnahmen unter der Ökodesign-Richtlinie regelt die Verordnung, welche Anforderungen Geräte erfüllen müssen, die in Verkehr gebracht werden. Sie enthält keine Vorgaben für den Betrieb oder die Überwachung von Heizgeräten. Damit betrifft sie nur neue Geräte, nicht solche, die bereits installiert sind.
Sie wird unmittelbar in allen EU-Mitgliedsstaaten gültig und muss nicht wie eine EU-Richtlinie in nationales Recht umgesetzt werden.

## Energieeffizienz
Die Verordnung 813/2013 enthält Anforderungen für die „Jahreszeitbedingte Raumheizungs-Energieeffizienz“. Sie basiert auf der Energieeffizienz der eigentlichen Wärmeerzeugung. Diese wird um verschiedene Einflüsse korrigiert, um z. B. den Hilfsenergieverbrauch und die Qualität der Temperaturregelung zu berücksichtigen. Bei BHKW geht in die Berechnung eine Gutschrift für den erzeugten Strom ein. Im Ergebnis sind die Angaben gemäß Verordnung 813/2013 mit Angaben zum Wirkungsgrad eines Heizkessels vergleichbar.
Für Öl- und Gasheizkessel sowie BHKW liegt die Mindestanforderung für die jahreszeitbedingte Raumheizungs-Energieeffizienz bei 86 %. Dieser Wert ist nur durch Einsatz der Brennwerttechnik erreichbar. Eine Ausnahme gibt es für kleine Gasheizkessel, die an eine gemeinsame Abgasanlage mit Naturzug angeschlossen werden: hier ist der Ersatz eines einzelnen (z. B. defekten) Gerätes durch einen Brennwertkessel nicht möglich, wenn nicht gleichzeitig auch die anderen Geräte an dieser Abgasanlage ausgetauscht werden. Deshalb dürfen für diesen Zweck Geräte mit einer Nennwärmeleistung bis 10 kW (Heizkessel) bzw. 30 kW (Kombikessel) noch in Verkehr gebracht werden, wenn ihre jahreszeitbedingte Raumheizungs-Energieeffizienz bei 75 % oder mehr liegt.
Für Wärmepumpen, aber auch für Elektro-Heizkessel gelten abweichende Anforderungen an die Energieeffizienz. Hier und für BHKW wurden Grenzwerte in zwei Stufen festgelegt, von denen die zweite, anspruchsvollere am 26. September 2017 in Kraft tritt.

## Stickstoffoxidemissionen
Neben der Energieeffizienz regelt die Verordnung den Ausstoß an Stickstoffoxiden. Die Grenzwerte treten erst am 26. September 2018 in Kraft. Unterschieden wird dabei jeweils zwischen den Brennstoffen Erdgas und Heizöl, außerdem zwischen konventionellen Heizkesseln, Verbrennungsmotoren mit interner Verbrennung (in einem BHKW oder einer Wärmepumpe) und sonstigen Geräten, die einen Brenner enthalten (BHKW mit Stirling-Motor, Ad- oder Absorptions-Wärmepumpe).

## Energieverbrauchskennzeichnung
Die Energieverbrauchskennzeichnung von Raumheizgeräten ist in der EU-Verordnung Nr. 811/2013 geregelt, die im September 2015 in Kraft trat und ebenfalls auf der jahreszeitbedingten Raumheizungs-Energieeffizienz basiert.